# Беттіна Штарк-Ватцінґер
Беттіна Штарк-Ватцінгер (нім. Bettina Stark-Watzinger; нар. 12 травня 1968, Франкфурт-на-Майні) — німецька політична діячка. З грудня 2021 року — міністр освіти та наукових досліджень Німеччини